# Berkovci (Križevci)
Berkovci (Križevci) is een plaats in Slovenië en maakt deel uit van de gemeente Križevci in de NUTS-3-regio Pomurska. De plaats telde 132 inwoners op 1 januari 2020.